# Onosma
Onosma är ett släkte av strävbladiga växter. Onosma ingår i familjen strävbladiga växter.

## Bildgalleri

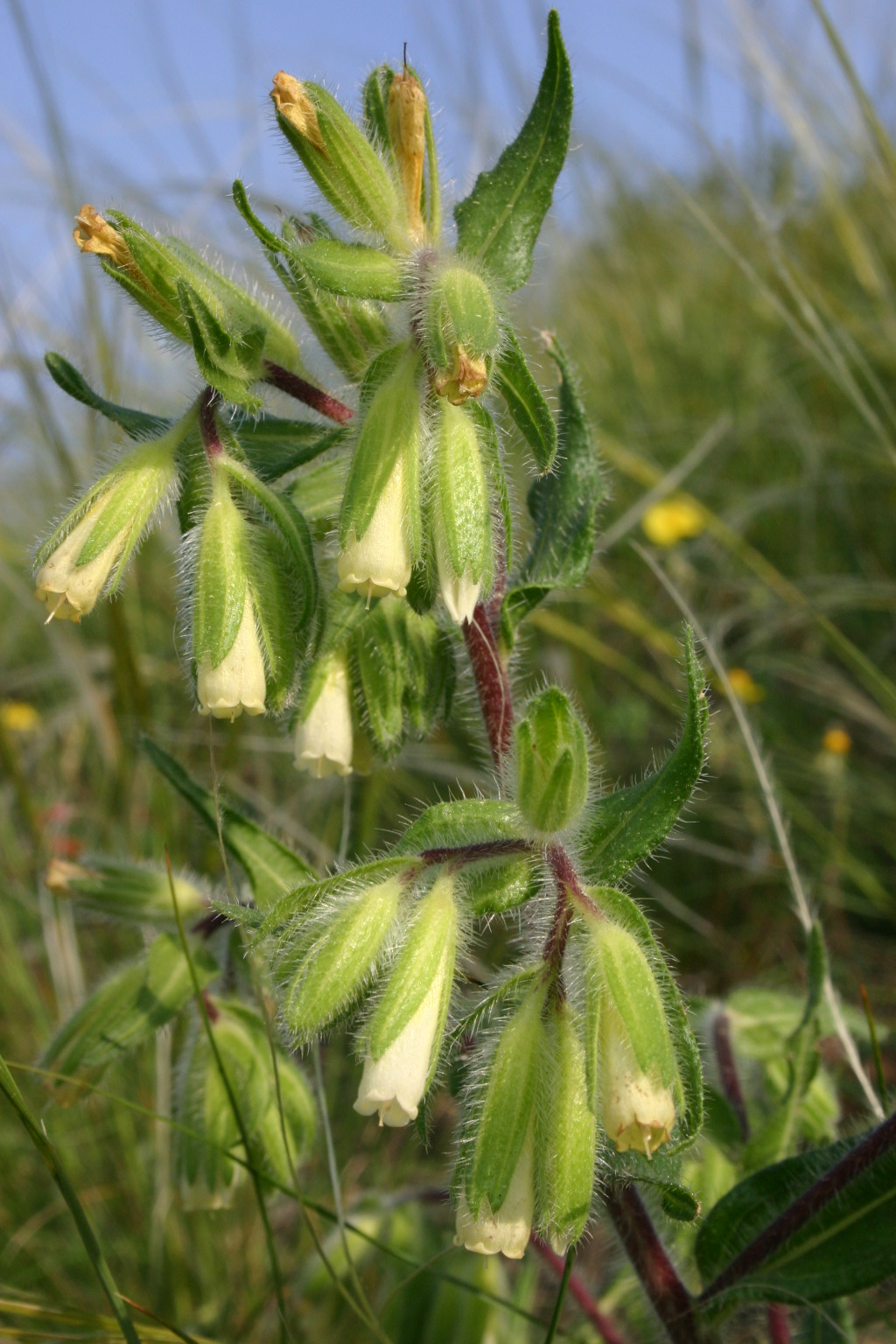
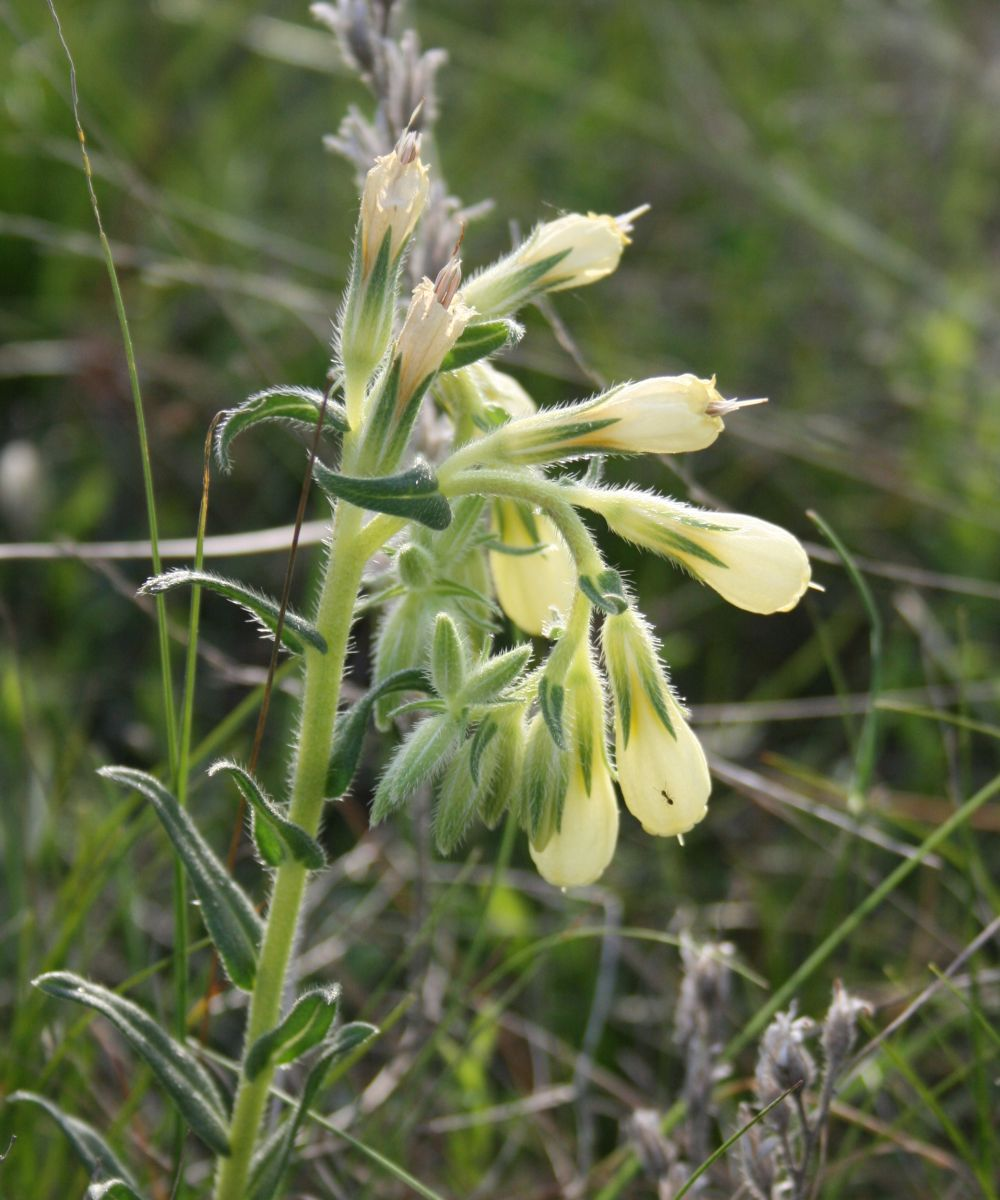
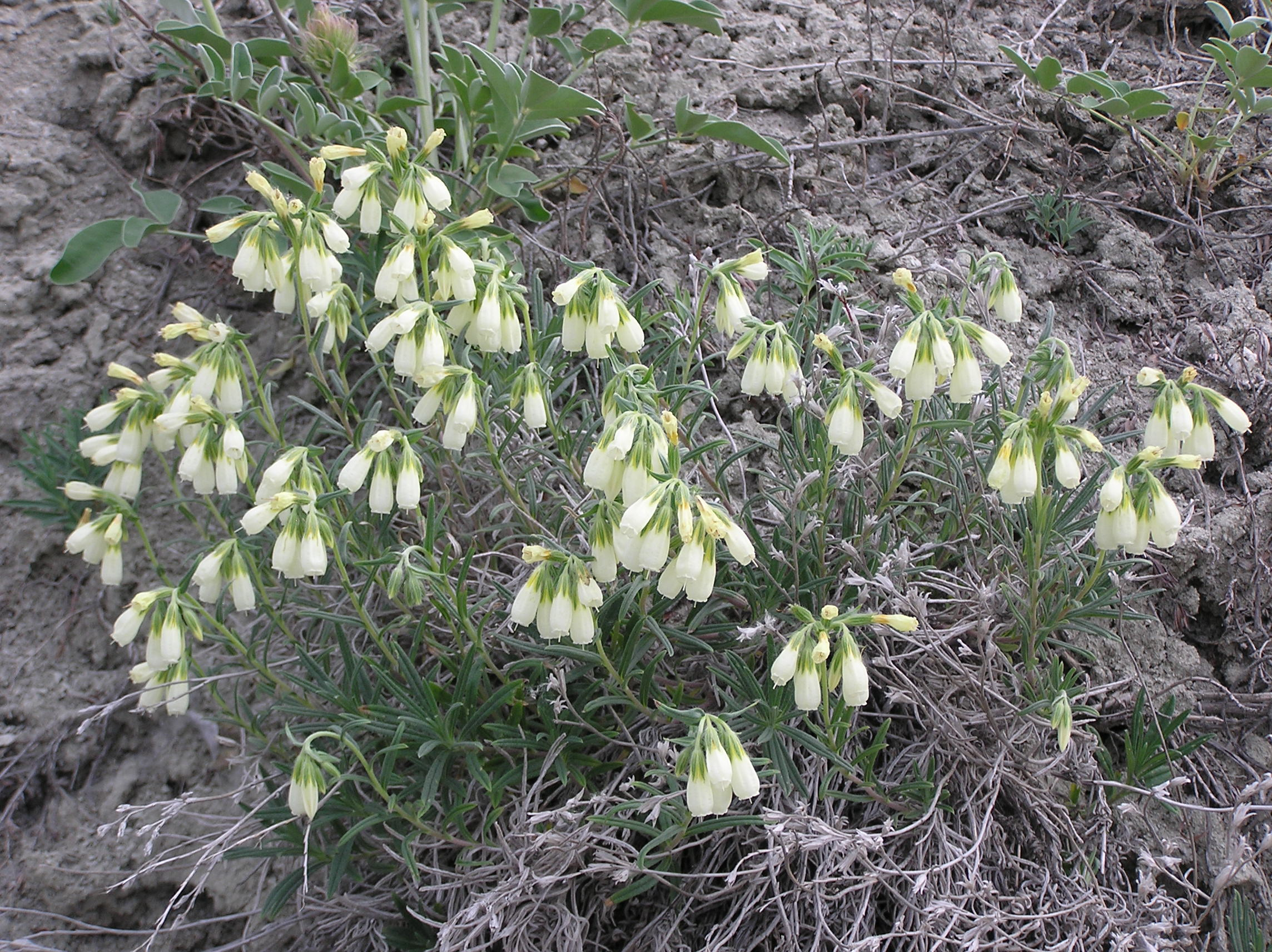
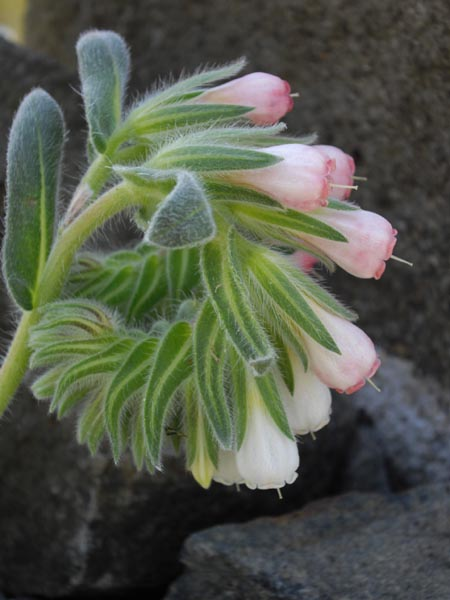
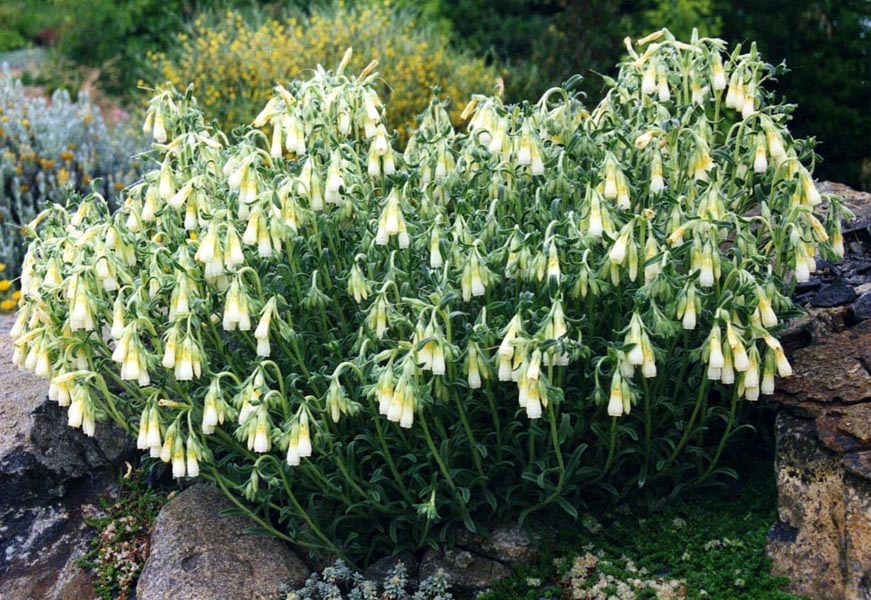
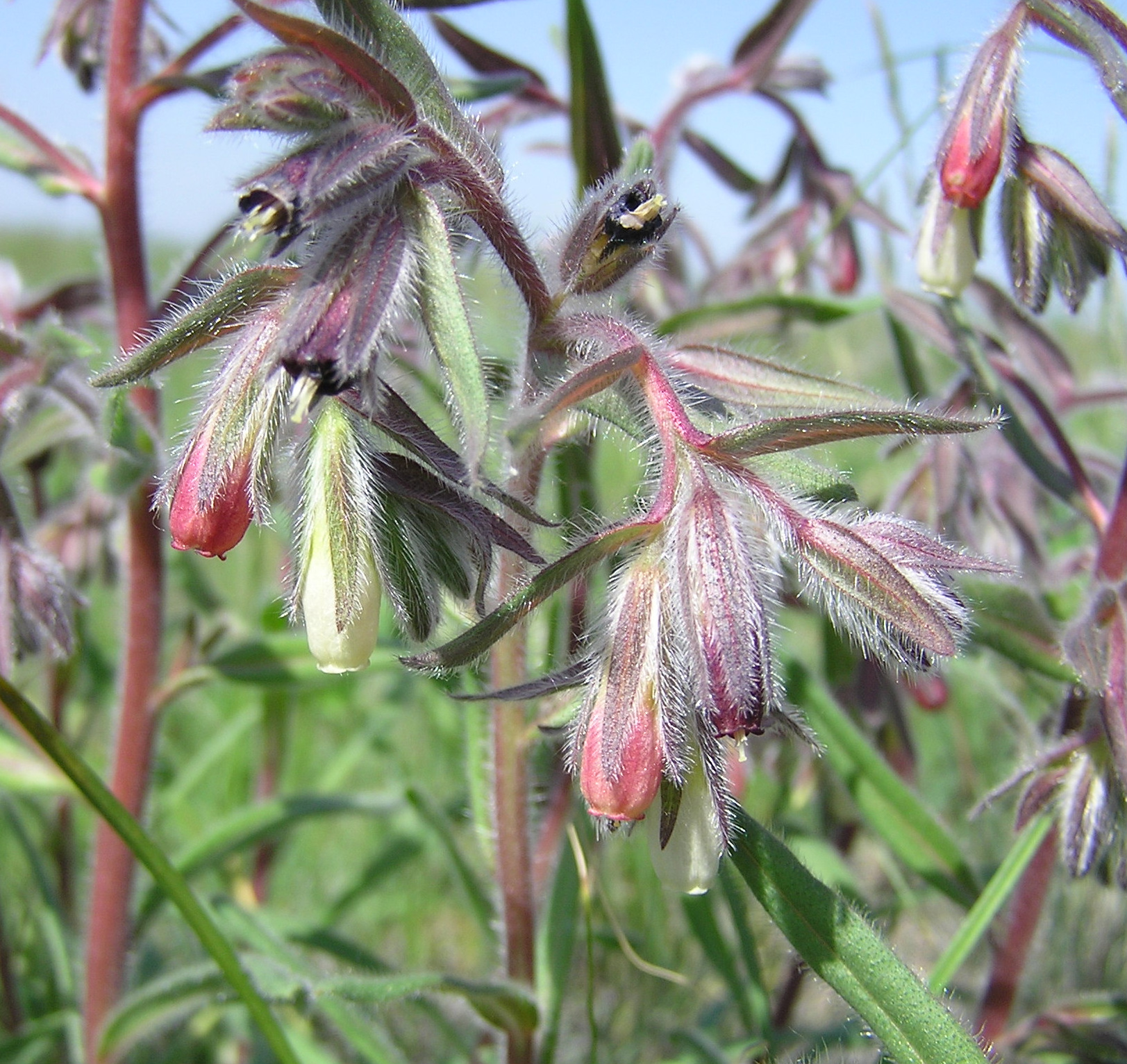

## Dottertaxa tillOnosma, i alfabetisk ordning[1]
- Onosma aaronsohnii
- Onosma adenopus
- Onosma affinis
- Onosma afghanicum
- Onosma aksoyii
- Onosma albicaulis
- Onosma alboroseum
- Onosma album
- Onosma ambigens
- Onosma angustilobum
- Onosma angustissimum
- Onosma anisocalyx
- Onosma apiculatum
- Onosma araraticum
- Onosma arcuatum
- Onosma arenarium
- Onosma argentatum
- Onosma armenum
- Onosma asperrimum
- Onosma atila-ocakii
- Onosma atrocyaneum
- Onosma auriculatum
- Onosma azureum
- Onosma baldshuanicum
- Onosma barsczewskii
- Onosma beyazoglui
- Onosma bheriense
- Onosma bilabiatum
- Onosma bisotunensis
- Onosma bodeanum
- Onosma bornmuelleri
- Onosma borragoidinum
- Onosma borysthenicum
- Onosma bourgaei
- Onosma bozakmanii
- Onosma bracteatum
- Onosma bracteosum
- Onosma brevipilosum
- Onosma briquetii
- Onosma bubanii
- Onosma bulbotrichum
- Onosma burmanicum
- Onosma caerulescens
- Onosma caespitosum
- Onosma cappadocicum
- Onosma cardiostegium
- Onosma cassium
- Onosma caucasicum
- Onosma cephalanthum
- Onosma chitralicum
- Onosma chlorotrichum
- Onosma chrysochaetum
- Onosma cinereum
- Onosma cingulatum
- Onosma circinnatum
- Onosma confertum
- Onosma cornutum
- Onosma cyrenaicum
- Onosma dasytrichum
- Onosma decastichum
- Onosma decorticans
- Onosma demawendicum
- Onosma dichroanthum
- Onosma discedens
- Onosma echinatum
- Onosma echioides
- Onosma elegantissimum
- Onosma elwendicum
- Onosma epiroticum
- Onosma erectum
- Onosma estahbanensis
- Onosma euboicum
- Onosma exsertum
- Onosma farreri
- Onosma farsicum
- Onosma ferganense
- Onosma fistulosum
- Onosma frutescens
- Onosma fruticosum
- Onosma galalensis
- Onosma gaubae
- Onosma gehardicum
- Onosma giganteum
- Onosma glomeratum
- Onosma gmelinii
- Onosma gracilis
- Onosma graecum
- Onosma graniticolum
- Onosma griersonii
- Onosma griffithii
- Onosma guberlinense
- Onosma halacsyi
- Onosma halophilum
- Onosma haussknechtii
- Onosma hebebulbum
- Onosma helleri
- Onosma helvetica
- Onosma heterophyllum
- Onosma hispidum
- Onosma hookeri
- Onosma hybridum
- Onosma hypoleucum
- Onosma inexpectatum
- Onosma intertextum
- Onosma intricatum
- Onosma iranshahrii
- Onosma iricolor
- Onosma irritans
- Onosma isauricum
- Onosma javorkae
- Onosma johnstonii
- Onosma kaheirei
- Onosma khorassanica
- Onosma khyberianum
- Onosma kilouyensis
- Onosma kittaniae
- Onosma kotschyi
- Onosma kurdicum
- Onosma lanceolatum
- Onosma latifolium
- Onosma leptanthum
- Onosma leucocarpum
- Onosma levinii
- Onosma lijiangense
- Onosma limitaneum
- Onosma linearilobum
- Onosma liparioides
- Onosma lipskyi
- Onosma liui
- Onosma liwanowii
- Onosma longiflorum
- Onosma longilobum
- Onosma luquanense
- Onosma lycaonicum
- Onosma maaikangense
- Onosma macrophyllum
- Onosma macrorhizum
- Onosma malkarmayorum
- Onosma maracandicum
- Onosma mattirolii
- Onosma mersinana
- Onosma mertensioides
- Onosma microcarpum
- Onosma mirabilis
- Onosma mitis
- Onosma mollis
- Onosma montanum
- Onosma multiramosum
- Onosma mutabilis
- Onosma nangqenense
- Onosma nanum
- Onosma neglectum
- Onosma nemoricolum
- Onosma nervosum
- Onosma nigricaulis
- Onosma nydeggeri
- Onosma obtusifolium
- Onosma olivieri
- Onosma oreodoxum
- Onosma orientalis
- Onosma ovalifolium
- Onosma pabotii
- Onosma pachypodum
- Onosma paniculatum
- Onosma paphlagonicum
- Onosma papillosum
- Onosma paradoxum
- Onosma pavlovae
- Onosma platyphyllum
- Onosma polioxanthum
- Onosma polyanthum
- Onosma polyphyllum
- Onosma proballantherum
- Onosma procerum
- Onosma proponticum
- Onosma psammophilum
- Onosma pseudoarenarium
- Onosma pseudoeuboica
- Onosma pseudotinctorium
- Onosma pulmonarioides
- Onosma pygmaeum
- Onosma pyramidale
- Onosma qandilicum
- Onosma rascheyanum
- Onosma rechingeri
- Onosma rhodopeum
- Onosma riedliana
- Onosma rigidum
- Onosma rostellatum
- Onosma roussaei
- Onosma rutilum
- Onosma sabalanicum
- Onosma samaricum
- Onosma sangiasense
- Onosma sanguinolentum
- Onosma sericeum
- Onosma setosum
- Onosma sharifii
- Onosma sieheanum
- Onosma simplicissimum
- Onosma sinicum
- Onosma sinjarensis
- Onosma sintenisii
- Onosma soltanabadensis
- Onosma sorgeri
- Onosma spruneri
- Onosma stamineum
- Onosma stellulatum
- Onosma stenolobum
- Onosma stenosiphon
- Onosma stojanoffii
- Onosma straussii
- Onosma striatum
- Onosma stridii
- Onosma strigosissimum
- Onosma subsericeum
- Onosma subtinctorium
- Onosma subulifolium
- Onosma sulaimaniacum
- Onosma tanaiticum
- Onosma taygeteum
- Onosma tenuiflorum
- Onosma thomsonii
- Onosma thracicum
- Onosma tinctorium
- Onosma tornensis
- Onosma trachycarpum
- Onosma trachytrichum
- Onosma trapezunteum
- Onosma tricerospermum
- Onosma troodi
- Onosma urmensis
- Onosma waddellii
- Onosma waltonii
- Onosma wardii
- Onosma velutinum
- Onosma wheeler-hainesii
- Onosma viridis
- Onosma visianii
- Onosma volgense
- Onosma xanthotrichum
- Onosma xiangchengensis
- Onosma yajiangense
- Onosma yamagatae
- Onosma zangezurum
- Onosma zayuense
- Onosma zerizaminum